# Баликова Лариса Олександрівна
Лариса Олександрівна Баликова (нар.. 3 вересня 1968, Саранськ) — російська науковиця в галузі педіатрії, доктор медичних наук, професор, директорка Медичного інституту, завідувачка кафедри педіатрії ФДБОУ ВПО «Мордовський державний університет імені М. П. Огарьова», член-кореспондент РАН (2016).

## Життєпис
Здобула вищу медичну освіту в Мордовському державному університеті, закінчила клінічну ординатуру (спеціальність — клінічна фармакологія), після чого захистила кандидатську дисертацію в 1992 році.
З 1993 по 1999 роки викладала на курсі клінічної фармакології в рідному університеті.
У 1999 році захистила докторську дисертацію на тему: «Експериментально-клінічне дослідження ефективності метаболічної терапії порушень ритму серця». У 2000 році їй присвоєно вчене звання професора.
У 2001 році очолила кафедру педіатрії ФДБОУ ВПО «Мордовський державний університет імені М. П. Огарьова». На кафедрі ведеться підготовка інтернів-педіатрів, працює ординатура з неонатології (з 2007 р.) і аспірантура за фахом «Педіатрія» (з 2009 р.). Вона особисто є науковим керівником низки дисертаційних робіт, є членом Вченої ради університету Д 212.117.08. Голова локального етичного комітету при Мордовському університеті.
У 2013 році Ларису Баликову було призначено ректором медичного інституту Мордовського державного університету. Під її керівництвом в 2017 році на базі інституту відкрито акредитаційно-симуляційний центр, що займається питаннями навчання та підвищення кваліфікації студентів і практикуючих лікарів Республіки Мордовія.
У 2016 році обрана членом-кореспондентом відділення медичних наук Російської академії наук (спеціальність — педіатрія), ставши одним з наймолодших членів-кореспондентів (до 51 року).
Веде активну громадську діяльність в рамках своїх наукових інтересів: член Президії Російського товариства холтерівського моніторування та неінвазивної електрофізіології (РТХМтаНЕ), член федерального реєстру експертів у галузі науково-технічної сфери, експерт Росздоровнагляду по Республіці Мордовія, керівник Мордовського регіонального відділення союзу педіатрів Росії, керівниця республіканського товариства лікарів-педіатрів і ряд інших організацій. Є постійним доповідачем великих професійних конгресів і конференцій в Росії і за кордоном.
Є членом редакційної ради журналу «Педіатрія» (входить до Переліку фахових журналів ВАК Росії), редколегії рецензованого журналу «Російський вісник перинатології та педіатрії», редакційної ради науково-практичного медичного журналу «Практична медицина».

## Наукові публікації
Лариса Баликова опублікувала понад 500 наукових та навчально-методичних робіт, включаючи 5 монографій, 7 навчально-методичних посібників для студентів медичних вузів з грифом Навчально-методичного об'єднання (НМО) з фармацевтичної та медичної освіти.
Навчальні посібники, написані за участю Л. О. Баликіної
- Соматические заболевания детей старшего возраста и детские инфекции: Пособие для студентов лечеб. отд-ния, врачей-интернов, практ. врачей / [Сост.: Л. А. Балыкова и др.]. — Саранск: Морд. гос. ун-т им. Н. П. Огарева, 2000. — 98 с.
- Анатомо-физиологические особенности и соматические заболевания детей раннего возраста : (Клиника, диагностика, лечение) : Пособие для студентов лечеб. отд-ния, врачей-интернов, практ. врачей / [Сост: Л.А. Балыкова и др.]. - Саранск: Красный Октябрь, 2001. - 89 с.
- Балыкова Л. А., Науменко Е. И., Солдатов О. М. Руководство по детской ревматологии : Учеб.-[метод.] пособие : [Для студентов, обучающихся по специальности 040200 - педиатрия]- Саранск: Красный Октябрь, 2003. - 60 с.
- Балыкова Л. А., Науменко Е. И. Пособие по детской кардиологии: учеб. пособие для студентов, интернов, ординаторов и аспирантов, обучающихся по специальности «Педиатрия» — Саранск: Рузаевский печатник, 2004. — 141 с.
- Соматические заболевания детей старшего возраста и детские инфекции : (клиника, диагностика, лечение) : пособие для студентов лечеб. отд-ния, врачей-интернов, практ. врачей / [сост.: Л. А. Балыкова и др.]. - Изд. 2-е, перераб. - Саранск: Морд. гос. ун-т им. Н. П. Огарева, 2004. - 135 с.
- Балыкова Л. А. Науменко Е. И. Детская ревматология: учебное пособие для студентов, обучающихся по специальности 060103.65 «Педиатрия» / М-во образования и науки Российской Федерации, Федеральное гос. бюджетное образовательное учреждение высш. проф. образования «Мордовский гос. ун-т им. Н. П. Огарёва». — Саранск: Морд. гос. ун-т им. Н. П. Огарева, 2013. — 102 с.
- Дневник интерна / Федеральное гос. бюджетное образовательное учреждение высш. проф. образования «Мордовский гос. ун-т им. Н. П. Огарёва», Мед. ин-т; [сост.: Л. А. Балыкова, Н. М. Селезнева]. — Саранск: Морд. гос. ун-т им. Н. П. Огарева, 2014. — 23 с.
- Анатомо-физиологические особенности и соматические заболевания детского возраста: учебное пособие для студентов медицинских вузов / [составители: Л. А. Балыкова и др.]. — Изд. 2-е, испр. и доп. — Саранск: [б. и.], 2018. — 91 с.[3]

Публікації в журналі «Педіатрія»
- Маркелова И. А., Балыкова Л. А., Ивянский С. А., Балашов В. П., Зайнутдинов Т. А. Применение метаболической терапии для оптимизации толерантности юных спортсменов к физическим нагрузкам. — 2008 / Том 87 / № 2
- Балыкова Л. А., Ивянский С. А., Макаров Л. М., Маркелова И. А., Киселева М. И., Балашов В. П. Перспективы метаболической терапии в детской спортивной кардиологии — 2009 / Том 88 / № 5
- Балыкова Л. А., Солдатов О. М., Самошкина Е. С., Пашуткина О. В., Балыкова А. В. Метаболический синдром у детей и подростков — 2010 / Том 89 / № 3
- Балыкова Л. А. , Солдатов О. М., Самошкина Е. С., Самошкина А. А. Лечение метаболического синдрома у детей и подростков — 2011 / Том 90 / № 2
- Ледяйкина Л. В., Балыкова Л. А., Власов А. П., Назарова И. С., Сюняева М. А., Трофимов В. А. Структурно-функциональные свойства гемоглобина при перинатальных поражениях ЦНС у новорожденных детей и возможности их коррекции — 2015 / Том 94 / № 1
- Балыкова Л. А., Ивянский С. А., Широкова А. А., Щекина Н. В., Михеева К. Н. Оценка уровня артериального давления у детей, привлеченных к регулярным занятиям спортом — 2015 / Том 94 / № 6
- Геппе Н. А., Теплякова Е. Д., Шульдяков А. А., Ляпина Е. П., Перминова О. А., Мартынова Г. П., Ситников И. Г., Анохин В. А., Фаткуллина Г. Р., Романенко В. В., Сависько А. А., Кондюрина Е. Г., Балыкова Л. А. Инновации в педиатрии: оптимальный клинический эффект при лечении ОРВИ у детей препаратом комплексного действия — 2016 / Том 95 / № 2
- Гарина С. В., Балыкова Л. А., Назарова И. С., Белкина Н. Р., Глухова Е. С. Постгипоксическая кардиопатия новорожденных: новые возможности лечения — 2017 / Том 96 / № 1
- Тумаева Т. С., Балыкова Л. А., Науменко Е. И., Шамова Н. Н. Нейровегетативная регуляция сердечного ритма у недоношенных детей, рождённых кесаревым сечением: клинико- инструментальные особенности, возможности медикаментозной коррекции — 2017 / Том 96 / № 3
- Краснопольская А. В., Балыкова Л. А., Широкова А. А., Самошкина Е. С., Корнилова Т. И. Особенности течения и факторы риска развития артериальной гипертензии у детей и подростков с ювенильными артритами — 2017 / Том 96 / № 3
- Варлашина К. А., Ивянский С. А., Науменко Е. И., Плешков С. А., Балыкова Л. А., Самошкина Е. С., Крупнова В. М. Нарушения ритма сердца у юных спортсменов: распространенность и подходы к коррекции с использованием метаболического средства — 2018 / Том 97 / № 3.[15]

Публікації в науково-практичному журналі, що рецензується «Російський вісник перинатології та педіатрії»
- Тумаева Т. С., Герасименко А. В., Балыкова Л. А. Постнатальная перестройка центральной гемодинамики у детей, рождённых оперативным путем — 2015 / Том 60 / № 1
- Балыкова Л. А., Ивянский С. А., Щекина Н. В., Михеева К. Н., Урзяева А. М. Артериальная гипертензия у детей-спортсменов — 2015 / Том 60 / № 6
- Ключников С. О., Козлов Г. И., Самойлов А. С., Балыкова Л. А. Аннотация к «Формулярному руководству по применению лекарственных препаратов в детско-юношеском спорте» — 2015 / Том 60 / № 6
- Балыкова Л. А., Ивянский С. А., Чигинева К. Н. Актуальные проблемы медицинского сопровождения детского спорта — 2017 / Том 62 / № 2
- Ледяйкина Л. В., Балыкова Л. А., Герасименко А. В., Верещагина В. С., Радынова С. Б., Аданичкина О. И., Акимова Е. Б. Динамика показателей гемограммы у детей, рождённых с экстремально низкой массой тела — 2017 / Том 62 / № 2
- Балыкова Л. А., Леонтьева И. В., Урзяева Н. Н., Щекина Н. В., Петрушкина Ю. А., Ивянская Н. В., Соловьев В. М. Миокардит с исходом в дилатационную кардиомиопатию, осложненную рефрактерной сердечной недостаточностью и потребовавшую трансплантации сердца — 2018 / Том 63 / № 3.[16]

## Нагороди та звання
- Лікар вищої категорії
- Заслужений лікар Республіки Мордовія
- Заслужений діяч науки Республіки Мордовія
- Почесна грамота Міністерства освіти і науки Російської Федерації (2006)
- Почесна грамота державних зборів Республіки Мордовія (2011)
- Грамоти міністерства охорони здоров'я Республіки Мордовія
- Дипломи Міністерства освіти Російської Федерації за наукове керівництво студентськими роботами
- Грамоти Союзу педіатрів Росії та ряду інших організацій